# Regimento Anfíbio de Estocolmo
O Regimento Anfíbio de Estocolmo (em sueco: Stockholms amfibieregemente; também designado pela sigla Amf 1) é uma unidade de fuzileiros navais da Marinha da Suécia, estacionada na Base Naval de Berga, localizada no sul do arquipélago de Estocolmo, no litoral do Mar Báltico.

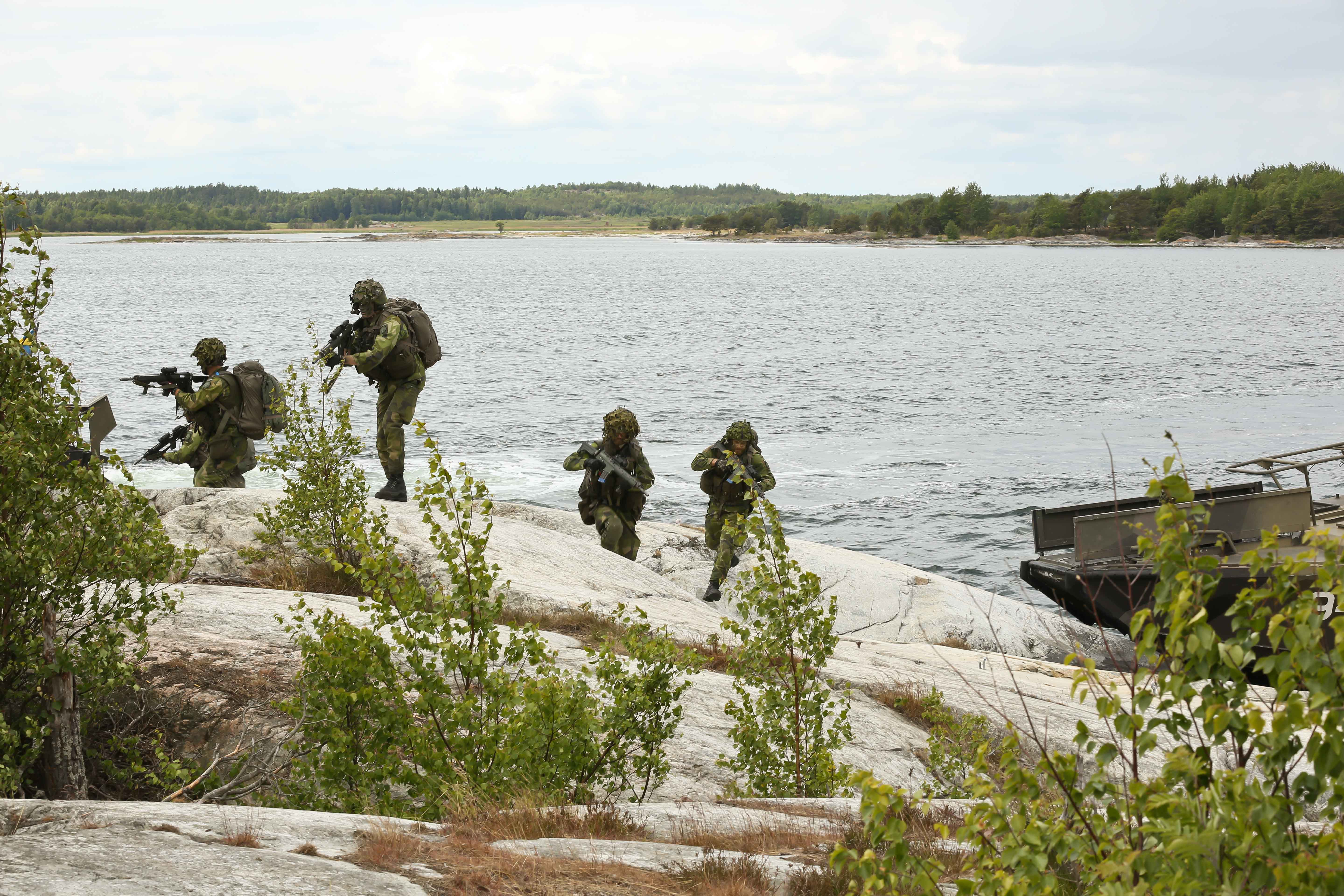

O regimento está vocacionado para o combate costeiro, onde a terra encontra o mar, sendo um elo de ligação entre o exército e a marinha. 

O seu pessoal é constituído por 850 efetivos, incluindo oficiais profissionais, militares em serviço permanente e funcionários civis.

Dispõe de lanchas rápidas e aerodeslizadores, minas e bombas afundadoras, robôs de alvo naval e lança-granadas.

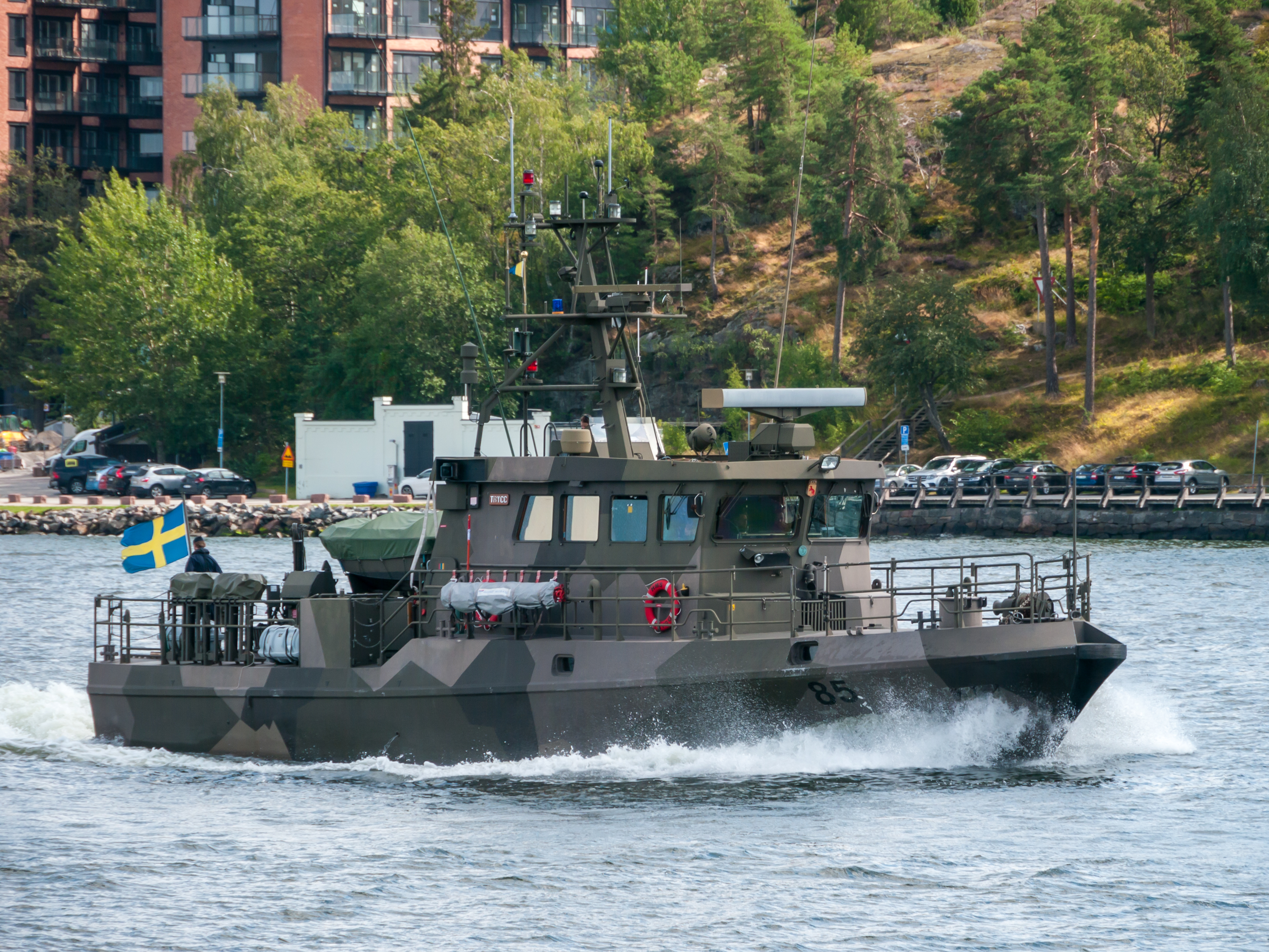
Um navio-patrulha da Tapper class
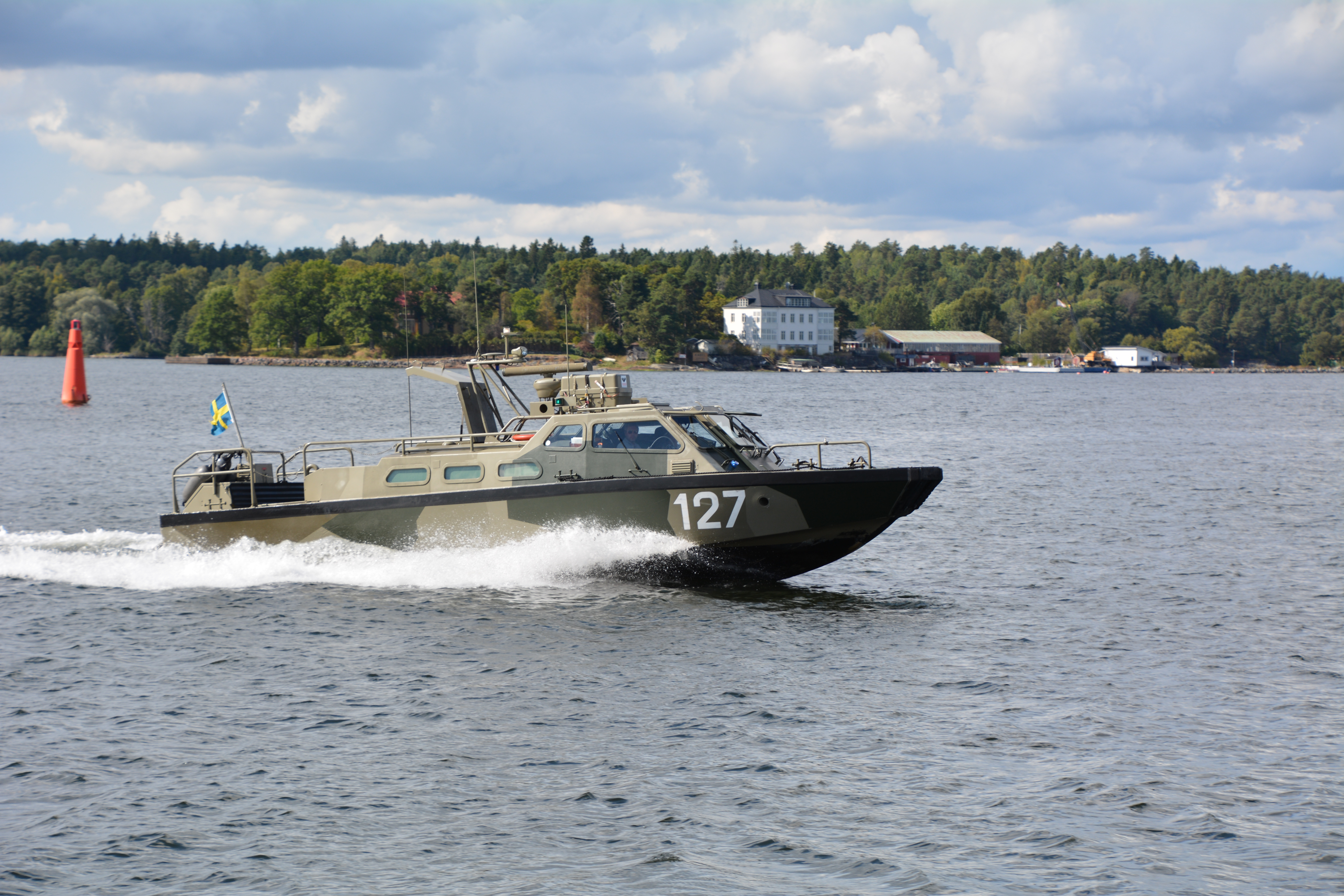
Um navio de combate Stridsbåt 90E
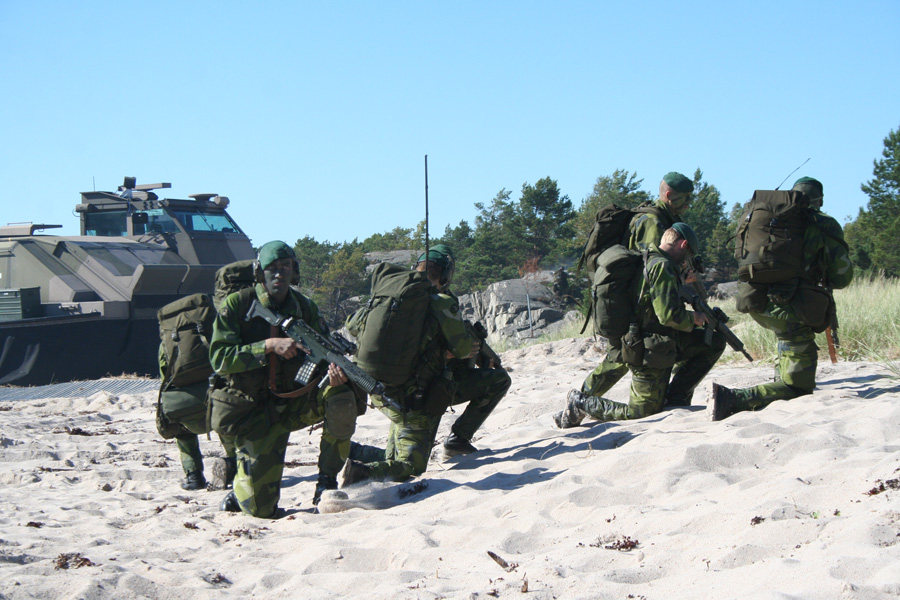
Fuzileiros navais suecos com aerodeslizador de desembarque
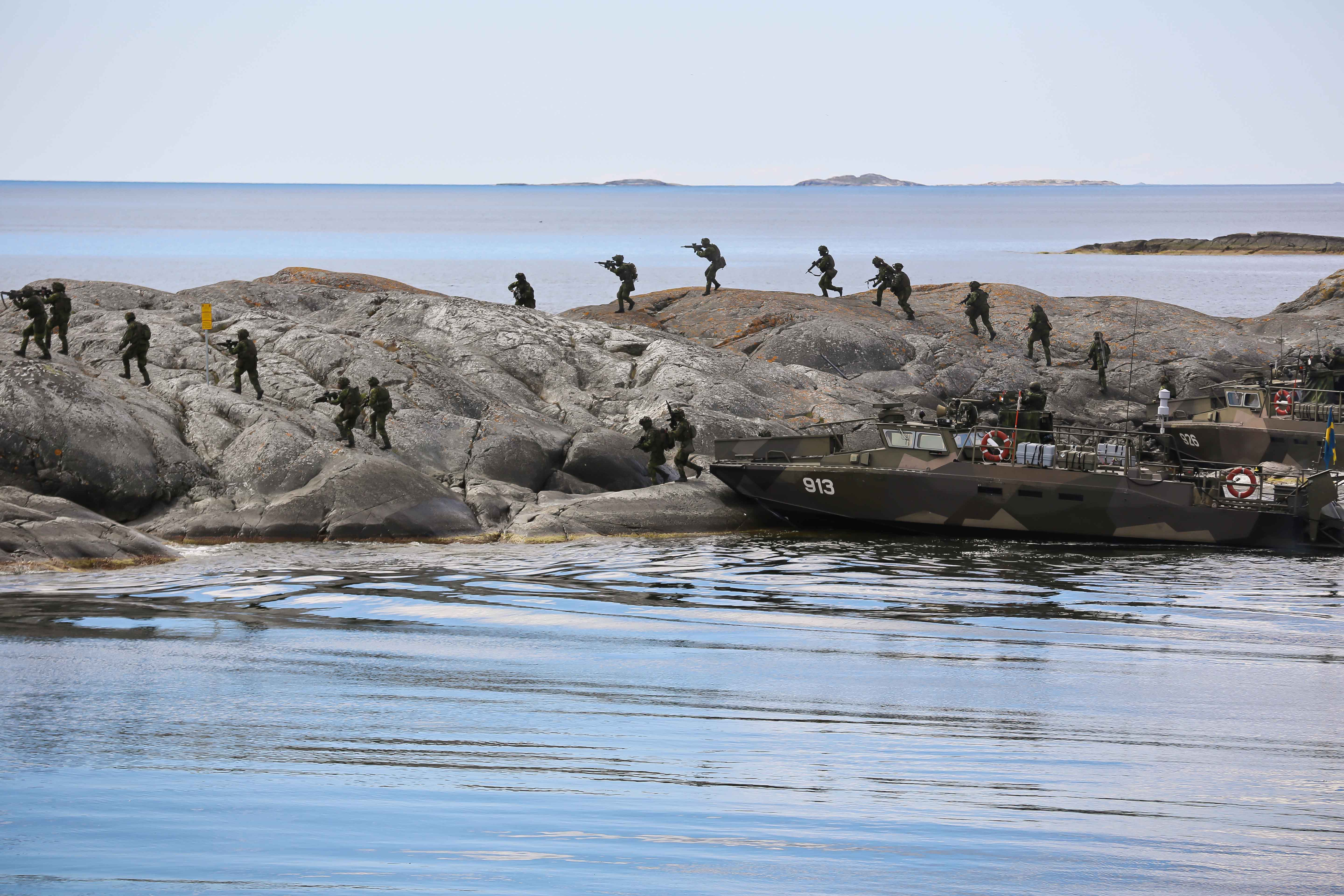
Desembarque de fuzileiros numa ilha sueca